# 청주 신항서원 묘정비
청주 신항서원 묘정비(淸州 莘巷書院 廟廷碑)은 충청북도 청주시 상당구 용정동, 신항서원에 있는 조선시대의 비석이다. 2013년 11월 8일 충청북도의 유형문화재 제350호로 지정되었다.

## 개요
신항서원의 내력을 기록하여 서원 앞에 세운 묘정비는 송시열(宋時烈)이 짓고, 서원현감(西原縣監) 조형기(趙亨期)가 썼으며, 영의정 김수항(金壽恒)이 전서(篆書)로 비의 제목을 썼다.
신항서원 묘정비는 서원의 내력과 함께 배향인물, 사액의 과정 등을 담고 있어 조선 중기 이후 유림의 동향과 함께 붕당정치를 이해하는 중요한 자료로 지정 보호할 가치가 있다.

## 같이 보기
- 청주 신항서원 - 충청북도 기념물 제42호
- 송시열
- 김수항

## 참고 자료
- 청주 신항서원 묘정비 - 국가유산청 국가유산포털